# 모제스 브라운

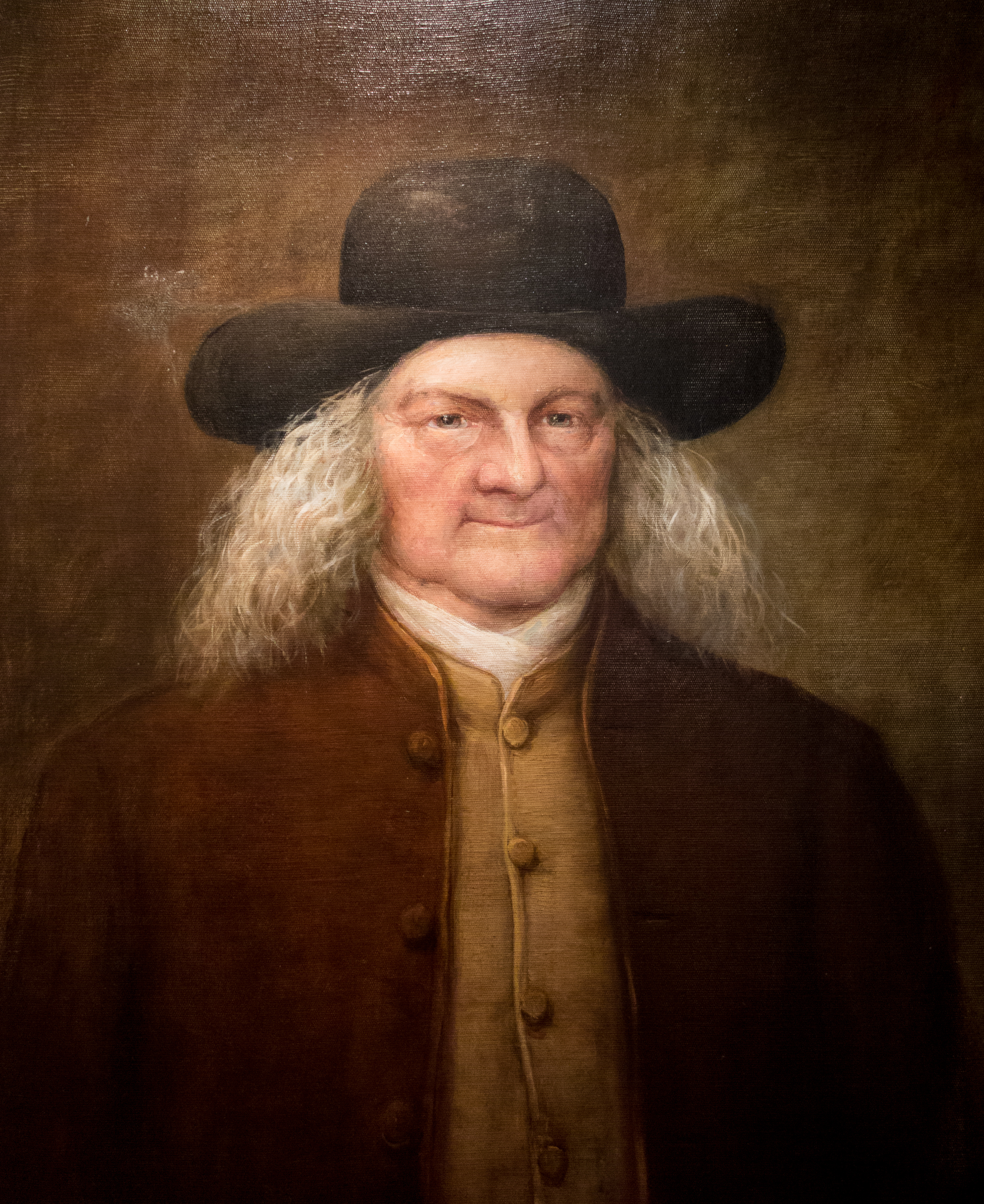

모제스 브라운(Moses Brown, 1738년 9월 23일~1836년 9월 6일)은 로드아일랜드주에서 알려진 미국의 노예제 폐지론자, 퀘이커교도, 산업가다. 로드아일랜드주 프로비던스에서 태어나 세 형제와 같이 브라운 대학교를 설립했다. 산업가로서 브라운은 미국의 산업 혁명 시기 방적기를 위한 몇몇 초창기 공장들의 개발, 설계, 건축을 지지했는데 이는 미국의 첫 근대 공장인 슬레이터 공장(Slater Mill, 로드아일랜드주 프로비던스군 포터킷(Pawtucket) 소재)을 포함한다.